# NGC 5601
NGC 5601 ist eine 14,7 mag helle Spiralgalaxie vom Hubble-Typ Sa im Sternbild Bärenhüter am Nordsternhimmel. Sie ist schätzungsweise 239 Mio. Lichtjahre von der Milchstraße entfernt und hat einen Durchmesser von etwa 55.000 Lichtjahren.

Im selben Himmelsareal befinden sich u. a. die Galaxien NGC 5582, NGC 5598, NGC 5603.
Das Objekt wurde am 27. März 1867 von Robert Ball entdeckt.